# Исангура, Вилли
Уильям (Вилли) Исангура (англ. William (Willie) Isangura; 25 июля 1952 — 8 февраля 2024) — танзанийский боксёр. Участник летних Олимпийских игр 1980 и 1984 годов.

## Биография
Вилли Исангура родился 25 июля 1952 года на территории современной Танзании.
В 1980 году вошёл в состав сборной Танзании на летних Олимпийских играх в Москве. В весовой категории свыше 81 кг в 1/8 финала проиграл Гжегожу Скшечу из Польши, после того как бой был досрочно остановлен.
В 1982 году завоевал серебряную медаль чемпионата Восточной и Центральной Африки в Булавайо в весовой категории свыше 91 кг, уступив в финале по очкам Абдалле Кенту из Кении.
В том же году завоевал бронзовую медаль Игр Содружества в Брисбене в весовой категории свыше 81 кг.
В 1984 году вошёл в состав сборной Танзании на летних Олимпийских играх в Лос-Анджелесе. В весовой категории свыше 91 кг в четвертьфинале Франческо Дамиани из Италии, после того как судья остановил поединок из-за последствий сильного удара в голову.